# Едуар Даладьє
Едуар Даладьє (фр. Édouard Daladier фр.: [edwaʁ daladje], нар. 18 червня 1884, Карпантра, Воклюз, Французька республіка — пом. 10 жовтня 1970, Париж, Франція) — французький політичний і державний діяч.

## Життєпис
Освіту здобув у Ліонському університеті. За професією викладач історії та географії. У 1911 обраний до місцевих законодавчих зборів. Учасник 1-ї світової війни, офіцер.
У 1919 за підтримки Едуара Ерріо обраний депутатом Національних зборів від Радикально-соціалістичної партії (РСД), отримав прізвисько воклюзький бик. Один із лідерів РСД, одночасно був секретарем Ерріо. У 1922 супроводжував Ерріо в поїздці до СРСР. З червня 1924 по червень 1940 з перервами займав різні посади в кабінеті міністрів (у тому числі міністра колоній і військового міністра). 31.1-24.10.1933 прем'єр-міністр і військовий міністр, 30 січня — 7 лютого 1934 — прем'єр-міністр і міністр закордонних справ. 10 квітня 1938 знову зайняв пост прем'єр-міністра, одночасно в квітні-травні 1938 і травні-вересні 1939 обіймав посаду міністра національної оборони і військового міністра. Причому уряд Даладьє, створений після розпаду Народного фронту, отримав підтримку більшості політичних партій Франції. У червні 1938 закрив франко-іспанський кордон, і на початку 1939 уряд Франції визнав режим генерала Франциско Франко. У 1938 від імені Франції підписав Мюнхенські угоди і франко-німецьку декларацію. Разом з Невіллом Чемберленом був  прихильником «політики умиротворення» Німеччини.
Після Мюнхенської угоди Даладьє втратив підтримку соціалістів і був змушений спертися на праві партії. Після нападу Німеччини на Польщу 1 вересня 1939 у радіозверненні оголосив про намір Франції, яка залишається вірною міжнародним договорам, вступити у війну з Німеччиною (офіційно війна була оголошена 3 вересня 1939). Однак політика уряду була спрямована виключно на стримування німецької армії, тому що його члени (і в тому числі Даладьє) сподівалися, що Німеччина після захоплення Польщі почне розвивати свою експансію на Схід.
26 вересня 1939 у Франції було оголошено про заборону Компартії. Після нападу СРСР на Фінляндію виступив з ініціативою відправки на допомогу фінській армії французького допоміжного корпусу. 21 березня 1940 кабінет Даладьє подав у відставку, але сам Даладьє зберіг посаду міністра національної оборони в новому кабінеті. Підтримував французьких генералів-прихильників оборонної стратегії. Після капітуляції Франції в 1940 арештований урядом Віші, а потім інтернований німецькою владою. До кінця Другої світової війни перебував в ув'язненні в замку Іттер (Австрія).
У 1946—1958 рр. депутат Національних зборів. У 1957—1958 президент Партії радикальних соціалістів. У 1958 виступив проти приходу до влади Шарля де Голля і перегляду Конституції, після чого був фактично відсторонений від політичної діяльності.

## Уряди

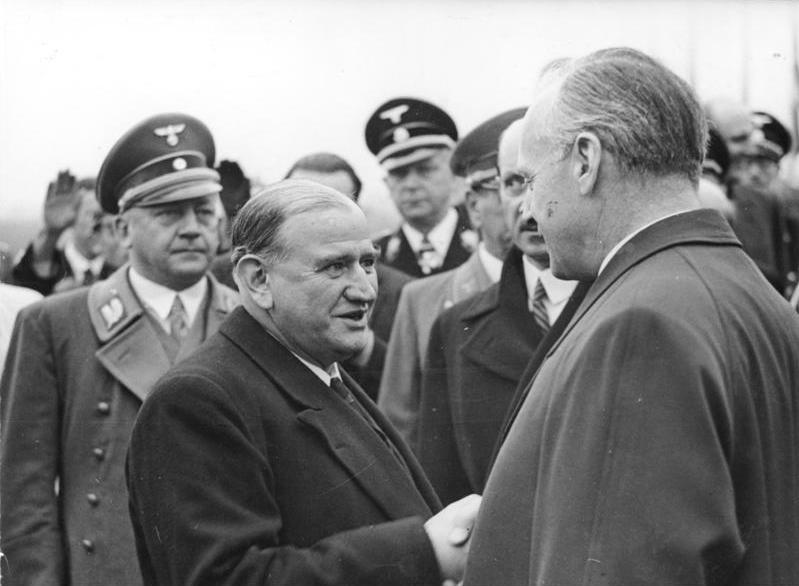
Едуард Даладье (в центрі) з фон Ріббентропом на зустрічі з підписання Мюнхенської угоди в 1938

Перше Міністерство Даладьє: 31 січня — 26 жовтня 1933
- Едуар Даладьє — голова Ради Міністрів і військовий міністр;
- Ежен Пенансье — віце-голова Ради Міністрів і міністр юстиції;
- Жозеф Поль-Бонкур — міністр закордонних справ;
- Каміль Шота — міністр внутрішніх справ;
- Жорж Бонні — міністр фінансів;
- Люсьєн Лямур — міністр бюджету;
- Франсуа Альбер — міністр праці і соціального забезпечення;
- Жорж Лейг — міністр флоту;
- Ежен Фрот — міністр торгового флоту;
- П'єр Кот — міністр авіації;
- Анатоль де Монзі — міністр національної освіти;
- Едмон Мьелле — міністр пенсій;
- Анрі Кей — міністр сільського господарства;
- Альбер Сарра — міністр колоній;
- Жозеф Паганон — міністр громадських робіт;
- Шарль Данилу — міністр охорони здоров'я;
- Лоран Ейнак — міністр пошти, телеграфів і телефонів:
- Луї Серр — міністр торгівлі та промисловості;

Зміни
6 вересня 1933 — Альбер Сарра успадковує Лейгу (2 вересня) як міністр флоту. Альбер Далімье успадковує Сарра як міністр колоній.
Друге Міністерство Даладьє: 30 січня — 9 лютого 1934
- Едуар Даладьє — голова Ради Міністрів і міністр закордонних справ ;
- Ежен Пенансье — віце-голова Ради Міністрів і міністр юстиції;
- Жан Фабрі — міністр національної оборони і військовий міністр;
- Ежен Фрот — міністр внутрішніх справ;
- Франсуа П'єтро — міністр фінансів;
- Жан Валадье — міністр праці і соціального забезпечення;
- Луї де Шаппеделен — міністр військового флоту;
- Гі Ла Шамбре — міністр торгового флоту;
- П'єр Кот — міністр авіації;
- Еме Берто — міністр національної освіти;
- Іполит Дюко — міністр пенсій;
- Анрі Кей — міністр сільського господарства;
- Анрі де Жувенель — міністр заморських територій;
- Жозеф Паганон — міністр громадських робіт;
- Еміль Лісбонне — міністр охорони здоров'я;
- Поль Берньє — міністр пошт, телеграфів і телефонів;
- Жан Міслер — міністр торгівлі та промисловості;

Зміни
4 лютого 1934 — Жозеф Поль-Бонкур успадковує Фабрі як міністр національної оборони та військовий міністр. Поль Маршандо успадковує П'єтро як міністр фінансів.
Третє Міністерство Даладьє: 10 квітня 1938 — 21 березня 1940
- Едуар Даладьє — голова Ради Міністрів і міністр національної оборони і військовий міністр;
- Каміль Шота — віце-голова Ради Міністрів;
- Жорж Бонні — міністр закордонних справ ;
- Альбер Сарра — міністр внутрішніх справ;
- Поль Маршандо — міністр фінансів;
- Раймон Патенотр — мністр національної економіки;
- Поль Рамаді — міністр праці;
- Поль Рейно — міністр юстиції;
- Сезар Кампінші — міністр військового флоту;
- Луї де Шаппеделен — міністр торгового флоту;
- Гі Ла Шамбре — міністр авіації;
- Жан Зей — міністр національної освіти;
- Огюст Шампетье де Ріб — міністр ветеранів і пенсіонерів;
- Анрі Кей — міністр сільського господарства;
- Жорж Мандель — міністр колоній;
- Луї-Оскар Фроссар — міністр громадських робіт;
- Марк Рукар — міністр охорони здоров'я;
- Альфред Жюль-Жюльєн — міністр пошт, телеграфів і телефонів;
- Фернан Генті — міністр торгівлі;

Зміни
23 серпня 1938 — Карл Помари успадковує Рамаді як міністр праці. Анатоль де Монзі успадковує Фроссару як міністр громадських робіт.
1 листопада 1938 Поль Рейно успадковує Полю Маршандо як міністр фінансів. Маршандо успадковує Рейно як міністр юстиції.
13 вересня 1939 — Жорж Бонні успадковують Маршандо як міністр юстиції.
Даладьє успадковує Бонні як міністр закордонних справ, залишаючись також міністром національної оборони і військовим міністром. Раймон Патенотр залишає Кабінет міністрів, і пост міністра національної економіки скасований. Альфонс Ріо успадковує Шаппеделену як міністр торгового флоту. Івон Дельбос успадковує Зею як міністр національної освіти. Рене Бесс успадковує Шампетье де рибу як міністр ветеранів і пенсіонерів. Рауль Дотрі входить до Кабінету міністрів як міністр озброєнь. Жорж Перно входять до Кабінету міністрів як міністр блокади.